# Balabani, Argeș
Balabani este un sat în comuna Boteni din județul Argeș, Muntenia, România.